# 마리나 마하티르
마리나 빈티 마하티르(말레이어: Marina binti Mahathir, 1957년 5월 11일 알로르스타르 ~ )는 말레이시아의 정치인, 언론인, 작가이다. 말레이시아의 총리를 역임한 마하티르 빈 모하맛의 딸이기도 하다.